# Безбородов, Анатолий Антонович
Анато́лий Анто́нович Безборо́дов (20 октября 1932, Армавир, Северо-Кавказский край, РСФСР, СССР — 16 апреля 2012) — директор Омского НИИ приборостроения (1973—1984), лауреат Государственной премии СССР (1976).

## Биография
Окончил Таганрогский радиотехнический институт (1957).
Инженер, ст. инженер, начальник лаборатории, гл. инженер СКБ (1958—1966), начальник КБ (1966—1973) завода «Ревтруд» (Тамбов).
В 1973—1984 директор Омского НИИ средств связи (позднее «Омский НИИ приборостроения»).

## Научная деятельность
Был одним из разработчиков серии мобильных радиостанций для начальников войск связи Министерства обороны, за что в 1976 была присуждена Государственная премии СССР.
Разработал тактико-технические характеристики систем дальней УКВ-радиосвязи для районов Крайнего Севера и Дальнего Востока.
Получил 21 свидетельство на изобретение и 1 патент.

## Награды и звания
- Кандидат технических наук (1974);
- Орден «Знак Почёта» (1971);
- Орден Трудового Красного Знамени (1981);
- Медаль «За доблестный труд. В ознаменование 100-летия со дня рождения В. И. Ленина» (1970);
- Государственная премия СССР;
- нагрудный знак «Почётный радист СССР» (1969).